# Янош Кевеш
Я́нош Ке́веш (угор. Köves János, нар. 30 січня 1905, Бекешчаба — пом. 21 квітня 1970), — угорський футболіст, що грав на позиції півзахисника. Також відомий як Янош Квас. Відомий виступами, зокрема, за клуб «Уйпешт», у складі якого здобув два титули чемпіона Угорщини і ставав переможцем престижних міжнародних змагань кубка Мітропи і кубка Націй.

## Клубна кар'єра
Розпочинав кар'єру у складі одного з найсильніших клубів країни «Хунгарія». Стати основним гравцем команди не зумів і перейшов у «Шомодь», що виступав у другому дивізіоні національного чемпіонату. В 1928 році здобув з командою путівку в вищий дивізіон. Перший свій сезон у еліті «Шомодь» завершив на 8 місці, а Кевеш привернув до себе увагу провідних клубів країни.
З 1929 по 1931 рік виступав за столичну команду «Уйпешт», з якою здобув за цей час кілька престижних трофеїв. Провів у складі «Уйпешта» 26 матчів у чемпіонаті. Грав у півзахисті поряд з Ференцом Боршаньї і Яношем Вігом.
У 1930 році завоював з командою перший в історії титул чемпіона країни, відігравши 15 матчів. Через рік команда знову стала чемпіоном, а на рахунку Кевеша 11 матчів у чемпіонаті.
Дві найкращі команди Угорщини отримували можливість спробувати свої сили в  кубку Мітропи, міжнародному турнірі для найсильніших клубів центральної Європи. В цьому змаганні «Уйпешт» досяг успіху в 1929 році. На шляху до фіналу команда пройшла празьку «Спарту» (6:1 і 0:2) і віденський «Рапід» (2:1 з голом Кевеша на 16-й хвилині, 2:3 і 3:1 в переграванні в додатковий час завдяки хет-трику головного бомбардира команди Іштвана Авара). У фіналі «Уйпешт» переграв іншу чеську команду  — «Славію». Вже в першому матчі угорський клуб здобув вагому перевагу 5:1, а в матчі відповіді вдовольнився нічиєю 2:2. Кевеш відіграв у всіх семи матчах турніру.
«Уйпешт» і «Славія» через рік знову зустрілися у фіналі міжнародного турніру  — Кубка Націй. Ці змагання відбулися у Женеві під час проведення чемпіонату світу в Уругваї. У ньому брали участь чемпіони або володарі кубків більшості провідних у футбольному плані континентальних країн Європи. «Уйпешт» почергово переграв іспанський «Реал Уніон» (3:1), голландський «Гоу Егед» (7:0), швейцарський «Серветт» (3:0) і «Славію» у фіналі (3:0). Фінал став бенефісом Яноша Кевеша. У цьому матчі він зіграв на незвичній позиції центрального нападника і став автором усіх трьох голів команди.
Після «Уйпешта» Кевеш ще сезон відіграв у складі клубу «Шомодь», після чого перебрався за кордон. Два роки провів у Франції в команді «Канн». Далі грав у швейцарських клубах «Лугано», «Беллінцона» і «Серветт». Найвищим досягненням для гравця в швейцарській першості стало третє місце в сезоні 1934-35 у складі «Лугано».

## Виступи за збірну
У складі національної збірної Угорщини Янош Кевеш зіграв лише один матч у період виступів за «Хунгарію». Це відбулося в Будапешті 12 червня 1927 року в грі проти збірної Франції, що завершилась розгромом гостей з рахунком 13:1.

## Тренерська кар'єра
Виступаючи в Швейцарії, Кевеш розпочав кар'єру тренера. Був граючим тренером у клубах «Беллінцона» і «Серветт».

## Досягнення
- Володар Кубка Мітропи: 1929
- Чемпіон Угорщини: 1929-30, 1930-31
- Володар Кубка Націй 1930

### Статистика виступів за збірну
| Дата       | Місто    | Господарі | Результат | Гості   | Турнір           | Голи | Примітки |
| ---------- | -------- | --------- | --------- | ------- | ---------------- | ---- | -------- |
| 12/06/1927 | Будапешт | Угорщина  | 13 – 1    | Франція | товариський матч | -    |          |
| Усього     |          | Матчів    | 1         |         | Голів            | 0    |          |